# Le Canard Enchaîné

Logotyp.

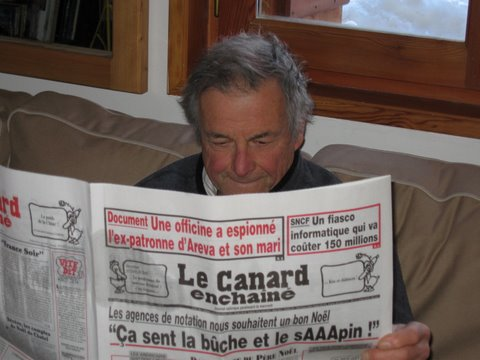
En läsare av tidningen.

Le Canard Enchaîné, på svenska "Den fjättrade ankan", är en fransk veckotidning med inslag av satir, undersökande journalistik och humor.
"Canard" är ålderdomlig slang för "tidning" på franska. Tidningen grundades 1915 och är en satirisk oberoende vänsterinriktad tidning som behandlar aktuella politiska och ekonomiska frågor. Den är känd för sin undersökande journalistik. För att markera sitt oberoende är den helt fri från reklam.